# Église Saint-Michel de Dolignon
L'église Saint-Michel de Dolignon est une église située à Dolignon, en France.

## Localisation
L'église est située sur la commune de Dolignon, dans le département de l'Aisne.